# Episodi di Vietnam addio (seconda stagione)
La seconda stagione della serie televisiva Vietnam addio è stata trasmessa in anteprima negli Stati Uniti d'America dalla CBS tra il 3 gennaio 1989 e il 16 maggio 1989.
| nº | Titolo originale        | Titolo italiano | Prima TV USA     | Prima TV Italia |
| -- | ----------------------- | --------------- | ---------------- | --------------- |
| 1  | Saigon (Part 1)         |                 | 3 gennaio 1989   |                 |
| 2  | Saigon (Part 2)         |                 | 10 gennaio 1989  |                 |
| 3  | For What It's Worth     |                 | 17 gennaio 1989  |                 |
| 4  | True Grit               |                 | 24 gennaio 1989  |                 |
| 5  | Non-Essential Personnel |                 | 31 gennaio 1989  |                 |
| 6  | Sleeping Dogs           |                 | 7 febbraio 1989  |                 |
| 7  | I Wish It Would Rain    |                 | 14 febbraio 1989 |                 |
| 8  | Popular Forces          |                 | 21 febbraio 1989 |                 |
| 9  | Terms of Enlistment     |                 | 21 marzo 1989    |                 |
| 10 | Nightmare               |                 | 28 marzo 1989    |                 |
| 11 | Promised Land           |                 | 4 aprile 1989    |                 |
| 12 | Lonesome Cowboy Blues   |                 | 11 aprile 1989   |                 |
| 13 | Sins of the Fathers     |                 | 25 aprile 1989   |                 |
| 14 | Sealed with a Kiss      |                 | 2 maggio 1989    |                 |
| 15 | Hard Stripe             |                 | 9 maggio 1989    |                 |
| 16 | The Volunteer           |                 | 16 maggio 1989   |                 |